# Куликова Балка
Куликóва Ба́лка — село в Україні, у Ганнівській сільській громаді Новоукраїнського району Кіровоградської області. Населення становить 191 осіб.

## Географія
У селі бере початок Балка Вовча.

## Населення
Згідно з переписом УРСР 1989 року чисельність наявного населення села становила 220 осіб, з яких 102 чоловіки та 118 жінок.
За переписом населення України 2001 року в селі мешкала 191 особа.

### Мова
Розподіл населення за рідною мовою за даними перепису 2001 року:
| Мова       | Відсоток |
| ---------- | -------- |
| українська | 93,72 %  |
| російська  | 4,71 %   |
| молдовська | 1,57 %   |